# ТЕС Ачерра (А2А)
ТЕС Ачерра (А2А) — теплова електростанція у центральній частині Італії в регіоні Кампанія, метрополійне місто Неаполь. Виробляє електроенергію шляхом спалювання твердих побутових відходів.
Введена в експлуатацію у 2009 році, станція має три парові турбіни загальною потужністю 107,5 МВт. Пар для них подається із котлів, котрі спалюють подрібнені відходи, отримані із трьох ліній сортування сміття загальною потужністю переробки 600 тисяч тон на рік.
Для видалення продуктів згоряння споруджені три димарі висотою по 110 метрів.
Зв'язок із енергомережею відбувається по ЛЕП, розрахованій на роботу із напругою 220 кВ.